# 김윤경 (1976년)
김윤경(1976년 10월 6일~ )은 대한민국의 배우이다.
1996년 광고 모델로 활동을 시작함과 더불어 첫 데뷔를 하였고, 3년 후 1999년 SBS 서울방송 청춘 시트콤 행진에서 연기자로서 정식 데뷔하였다.

## 학력
- 안양예술고등학교 (졸업)
- 신구대학교 사진과 전문학사 (졸업)
- 경희대학교 경영대학원 문화예술학과 (졸업)

## 연기 활동

### 드라마
- 1998년 MBC 시트콤 《남자 셋 여자 셋》
- 1999년 SBS 시트콤 《행진》
- 1999년 MBC 주말연속극 《사랑해 당신을》
- 1999년 KBS 2TV 《만남》 ... 현남주 역
- 2000년 SBS 《팝콘》 ... 오수정 역
- 2001년 KBS 2TV 《학교 4》 ... 장하영 역
- 2002년 MBC 《사랑을 예약하세요》 ... 김민영 역
- 2002년 MBC 《현정아 사랑해》 ... 한수진 역
- 2003년 MBC 《러브레터》 ... 서영 역
- 2005년 SBS 《건빵 선생과 별사탕》 ... 오수연 역
- 2006년 KBS 1TV 《강이 되어 만나리》 ... 송영선 역
- 2007년 KBS 2TV 《행복한 여자》 ... 유미라 역
- 2007년 SBS 《미워도 좋아》 ... 양동희 역
- 2009년 KBS 2TV 《미워도 다시 한 번 2009》 ... 고미선 역
- 2009년 SBS 《두 아내》 ... 강도희 역
- 2011년 KBS 1TV 《당신뿐이야》 ... 오현정 역
- 2013년 KBS 2TV 《왕가네 식구들》 ... 은미란 역
- 2014년 SBS 《기분 좋은 날》 ... 임지혜 역
- 2015년 SBS 《돌아온 황금복》 ... 강태라 역
- 2016년 MBC 《옥중화》 ... 민동주 역
- 2016년 SBS 《사랑은 방울방울》 ... 박우경 역
- 2018년 KBS 2TV 《같이 살래요》 ... 채희경 역
- 2020년 KBS 2TV 《비밀의 남자》 ... 차미리 역
- 2020년 SBS 《날아라 개천용》 ... 강채은 역

### 영화
- 2002년 《유아독존》 ... 소은 역

## 광고 출연
- SK텔레콤 017패밀리요금
- 롯데제과
- 아모레퍼시픽 해피바스
- 유니코스화장품 일렘 클레리티
- 삼양식품 짜짜로니·열무비빔면·삼양라면 (임현식, 노형욱과 함께 출연)
- 대한가든뷔페
- 오리온 이츠 (박은혜와 함께 출연)
- 남양유업 불가리스 (신이와 함께 출연)
- HK이노엔 비타메진
- 동아제약 하노백
- CJ제일제당 맛깔
- 위니아전자 VTR탤렌트Q
- 한주소금
- 롯데칠성음료 레쓰비
- 금단비
- 모두투어